# Лушёр, Раймон
Раймон Лушёр (фр. Raymond Loucheur; 1 января 1899, Туркуэн — 14 сентября 1979, Ножан-сюр-Марн) — французский композитор.
Учился в Гавре у Анри Вуллета, затем в Парижской консерватории, где среди его педагогов были Венсан д'Энди, Надя Буланже, Андре Жедальж, Поль Видаль. В 1928 году Лушёр был удостоен Римской премии за кантату «Геракл в Дельфах» (фр. Héraklès à Delphe), с успехом исполненную 26 октября 1929 года Оркестром Ламурё. Начиная с 1942 года Лушёр занимал руководящие должности в области музыкального образования, в 1956—1962 годах возглавлял Парижскую консерваторию.
Основные произведения Лушёра: балет «Лягушонок» (1935—1948, премьера 1953, по новелле Эдгара По), три симфонии, скрипичный и виолончельный концерты, симфоническая поэма «Шествие» (фр. Défilé; 1934, по мотивам спортивных фотографий), «Мальгашская рапсодия» (фр. Rapsodie malgache; 1945, к 50-летию подчинения Мадагаскара Франции), «Баллада о маленьких девочках, у которых не было кукол» (фр. La Ballade des petites filles qui n'ont pas de poupée; 1936) для солистов, хора и фортепиано, «Пять стихотворений Рильке» для меццо-сопрано и струнного квартета (1952—1957), различные ансамбли духовых инструментов (Концертино для трубы и шести кларнетов, 1954, Дивертисмент для десяти флейт, 1975 и др.).